# Пашкув (Нижньосілезьке воєводство)
Пашкув (пол. Paszków, нім. Pohldorf) — село в Польщі, у гміні Бистшиця-Клодзька Клодзького повіту Нижньосілезького воєводства.
Населення — 118 осіб (2011).
У 1975-1998 роках село належало до Валбжиського воєводства.

## Демографія
Демографічна структура станом на 31 березня 2011 року:
|          | Загалом | Допрацездатний вік | Працездатний вік | Постпрацездатний вік |
| -------- | ------- | ------------------ | ---------------- | -------------------- |
| Чоловіки | 62      | 14                 | 42               | 6                    |
| Жінки    | 56      | 9                  | 34               | 13                   |
| Разом    | 118     | 23                 | 76               | 19                   |